# Richard Dawkins
Clinton Richard Dawkins (Nairobi, Kenia, 26 de marzo de 1941) es un biólogo evolutivo, etólogo, zoólogo y divulgador científico británico. Fue el primer titular de la cátedra Charles Simonyi de Difusión de la Ciencia en la Universidad de Oxford desde 1995 hasta 2008.
Es autor de El gen egoísta (The Selfish Gene), obra publicada en 1976, que popularizó una visión evolutiva según la cual son los genes (ni organismos, ni especies) los que estimulan la evolución. En El gen egoísta Dawkins introdujo los términos meme y memética. (En 1904 Richard Semon introdujo el término Mneme para describir un concepto similar.) En 1982, hizo una contribución original a la ciencia evolutiva con la teoría presentada en su libro El fenotipo extendido, que afirma que los efectos fenotípicos no están limitados al cuerpo de un organismo, sino que pueden extenderse en el ambiente, incluyendo otros organismos. Desde entonces, su labor divulgadora escrita le ha llevado a colaborar igualmente en otros medios de comunicación, como varios programas televisivos sobre biología evolutiva, creacionismo y religión.
En su libro El espejismo de Dios, Dawkins sostenía que es casi una certidumbre la no existencia de un creador sobrenatural y que la creencia en un Dios personal podría calificarse como un delirio, como una persistente falsa creencia. Dawkins se muestra de acuerdo con la observación hecha por Robert M. Pirsig de que «cuando una persona sufre de un delirio se llama locura. Cuando muchas personas sufren de un delirio se llama religión». Hasta enero de 2023, El espejismo de Dios había vendido más de tres millones de ejemplares y había sido traducido a más de treinta idiomas.

## Biografía

### Comienzos
Nació el 26 de marzo de 1941 en la entonces colonia británica de Kenia, donde su padre, Clinton John Dawkins, era especialista de agricultura para el Colonial Service (Servicio Colonial) y durante la Segunda Guerra Mundial, soldado, primero en Kenia y luego en Nyasalandia (ahora Malaui). Los padres de Richard Dawkins pertenecían a la clase media. Su padre era descendiente de la familia Clinton, propietarios del condado de Lincoln,[cita requerida] y su madre fue Jean Mary Vyvyan Dawkins (de soltera Ladner). Ambos se interesaban por las ciencias naturales y contestaban a las preguntas de su hijo en términos científicos y no en términos sobrenaturales.
Describe su infancia como «una educación anglicana normal», pero revela que empezó a dudar de la existencia divina desde que tenía aproximadamente nueve años de edad. Después se reconvirtió persuadido por el argumento del diseño, aunque empezó a pensar que los usos y costumbres de eclesiásticos anglicanos eran «absurdos», y tenían que ver más con dictar moral que con Dios. Cuando, a los dieciséis años, estudió la evolución, cambió de nuevo su posición religiosa porque pensaba que la evolución podía dar cuenta de la complejidad de la vida en términos puramente materiales, y por tanto no era necesario un diseñador.

### Carrera
A los ocho años de edad se mudó a Inglaterra con sus padres, y asistió al colegio Oundle. Luego estudió Zoología en el Balliol College, y se graduó en 1962. Una vez allí, fue alumno del etólogo Nikolaas Tinbergen, ganador de un Premio Nobel de Medicina. Continuó como estudiante de investigación bajo la supervisión de Tinbergen y recibió un máster y un doctorado hacia 1966, para luego permanecer como asistente de investigación por un año más.
En 1967 se casó con Marian Stamp, de quien se divorció en 1984. Después se casó con Eve Barham, de quien se divorció también. En 1992 se casó con la actriz y artista Lalla Ward, de quien se separa en 2016. Tiene una hija. Dawkins conoció a Lalla Ward a través de un amigo mutuo, Douglas Adams, que trabajaba con Ward en la serie de televisión de ciencia ficción de la BBC Doctor Who. Ward ha ilustrado varios libros suyos.
Entre 1967 y 1969 fue profesor adjunto de Zoología en la Universidad de California, Berkeley. En 1970 fue designado lecturer (profesor asociado) y en 1990 reader (catedrático) de Zoología en la Universidad de Oxford. En 1995 pasó a ejercer la cátedra Charles Simonyi de Difusión de la Ciencia, un puesto dotado por Charles Simonyi con la intención expresa de que Dawkins fuera su primer ocupante.
Desde 1970 ha sido miembro del New College, Oxford.
Ha ofrecido varias conferencias inaugurales, incluyendo la Henry Sidgwick Memorial Lecture (1989), la primera Erasmus Darwin Memorial Lecture (1990), la Michael Faraday Lecture (1991) (editada recientemente en DVD con el nombre de Growing Up in the Universe), la T. H. Huxley Memorial Lecture (1992), la Irvine Memorial Lecture (1997), la Sheldon Doyle Lecture (1999), la Tinbergen Lecture (2000) y la Tanner Lecture (2003).
Ha sido editor de cuatro revistas científicas y fundó Episteme Journal en 2002. También fue consejero editorial en nueve publicaciones, incluyendo la Enciclopedia Encarta y la Encyclopedia of Evolution. Escribe una columna para la revista Free Inquiry del Consejo para el Humanismo Secular y figura como editor alto. También presidió la sección de ciencias biológicas de la Asociación Británica para el Avance de la Ciencia y figura como consejero de varias organizaciones más. Perteneció a varios jurados de premios diversos como el Premio Faraday de la Royal Society y los Premios de la Academia Británica de la Televisión.
En 2001 el Balliol College de Oxford creó el Premio Dawkins, concedido a la investigación centrada en la ecología y el comportamiento de los animales cuyo bienestar y supervivencia peligre por las actividades humanas.
En 2005 la revista Discover se refirió a él como el «rottweiler de Darwin», una descripción que después adoptaron Radio Times y Channel 4, en referencia al epíteto «bulldog de Darwin» dado al defensor darwinista decimonónico Thomas Henry Huxley. También sugiere una comparación con el papa Benedicto XVI quien ―cuando era el cardenal Ratzinger― era conocido como el «rottweiler de Dios».
En 2006 fue invitado a participar en una conferencia de TED. Esta conferencia reúne a destacadas personalidades de la comunidad global, provenientes de actividades diversas.
En 2009, con motivo del 200.º aniversario del nacimiento de Charles Darwin, fue nombrado doctor honoris causa por la Universidad de Valencia.

## Obra y críticas

### Biología evolutiva
Dawkins es más conocido quizás por la popularización de la visión de la evolución centrada en los genes, una visión claramente proclamada en sus libros El gen egoísta (1976), donde afirma que «toda la vida evoluciona por la supervivencia diferencial de los entes replicadores», y El fenotipo extendido (1982), donde describe la selección natural como «el proceso por el que los replicadores se propagan a expensas de otros». Como etólogo interesado en el comportamiento animal y su relación con la selección natural, defiende la idea de que el gen es la principal unidad de selección de la evolución.

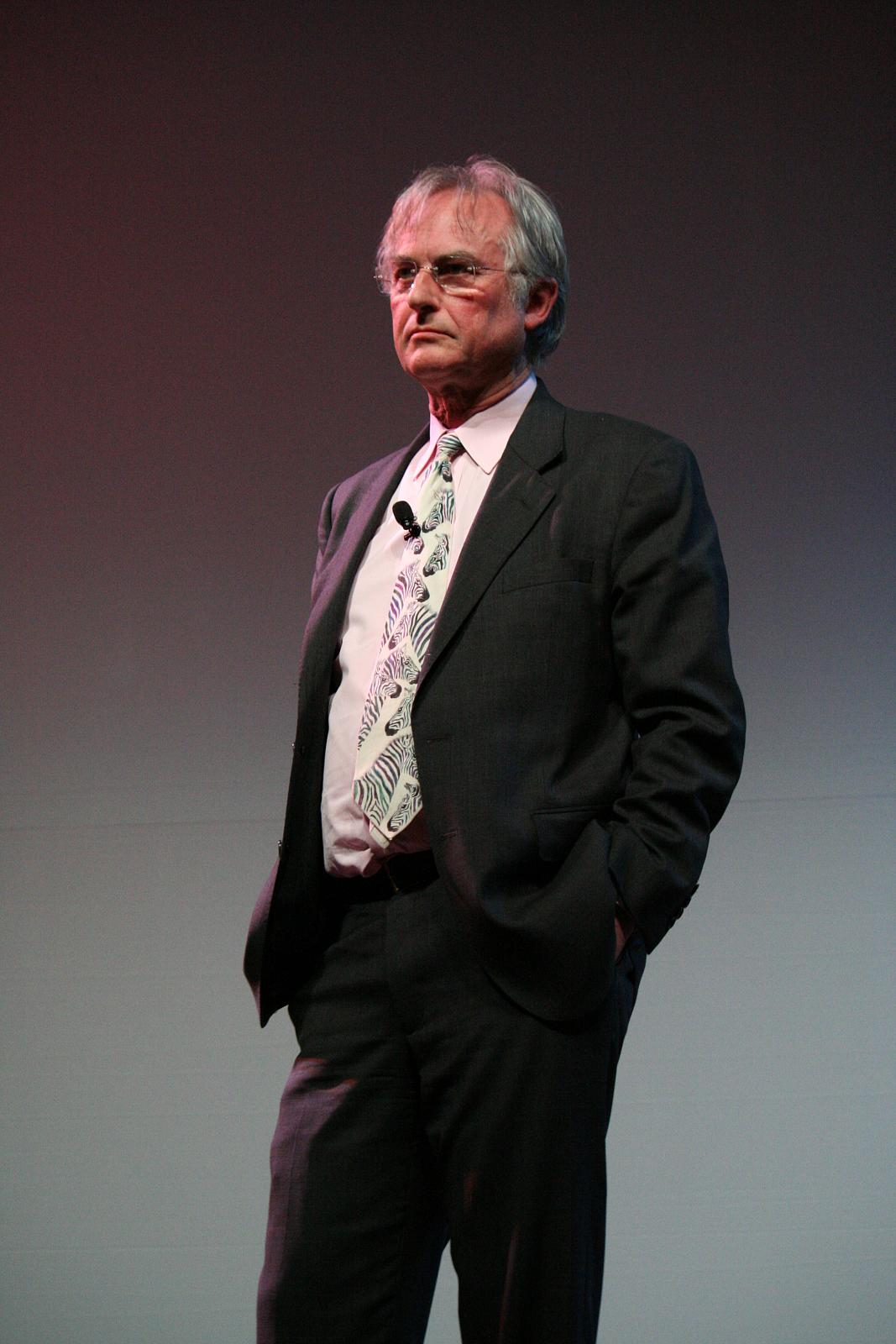
En la Universidad de Texas en Austin

En sus libros usa la imagen del cubo de Necker para explicar que la visión genocéntrica no es una revolución científica, sino simplemente una nueva forma de visualizar la evolución. El cubo de Necker, una línea bidimensional que representa un cubo, es interpretada por el cerebro como una de las dos posibles formas tridimensionales. Dawkins argumenta que la visión genocéntrica es un modelo útil de la evolución para algunos propósitos, pero que la evolución sigue pudiéndose entender y estudiar en términos de individuos y poblaciones.
La visión genocéntrica también proporciona una base para comprender el altruismo. El altruismo parece en primera instancia una paradoja, ya que ayudar a otros consume recursos preciosos —posiblemente la propia salud y la propia vida—, reduciendo así la propia aptitud. Anteriormente, esto fue interpretado por muchos como un aspecto de la selección de grupo, esto es, los individuos hacían lo mejor para la supervivencia de la población o la especie. Pero William Donald Hamilton utilizó la visión gencentrista para explicar el altruismo en términos de la aptitud inclusiva y la selección de parentesco, esto es, los individuos se comportan altruistamente hacia sus parientes cercanos, que comparten muchos de sus genes.
(El trabajo de Hamilton aparece frecuentemente en los libros de Dawkins y ambos se hicieron amigos en Oxford; tras su muerte en 2000, Dawkins escribió su obituario y organizó un oficio conmemorativo secular).
De manera similar, Robert Trivers, pensando en términos de un modelo gencentrista, desarrolló la teoría del altruismo recíproco, por el que un organismo proporciona un beneficio a otro con la expectativa de una futura reciprocidad.
Los críticos sugieren que tomar el gen como la unidad de la selección es erróneo, pero que el gen podría describirse como la unidad de la evolución. El razonamiento es que en un suceso de selección, un individuo o bien fracasa o bien tiene éxito a la hora de sobrevivir y reproducirse, pero a lo largo del tiempo son las porciones de los alelos las que cambian.
En El gen egoísta, sin embargo, Dawkins explica que está usando la definición de gen de George C. Williams como «aquello que se separa y recombina con frecuencia apreciable».
De manera similar, se suele argumentar que los genes no pueden sobrevivir solos, sino que deben cooperar para construir un individuo, pero en El fenotipo extendido, Dawkins argumenta que a causa de la recombinación genética y la reproducción sexual, desde el punto de vista de un gen individual, todos los demás genes son parte del entorno al que este está adaptado. La recombinación es un proceso que ocurre durante la meiosis, en el que pares de cromosomas se cruzan para intercambiar segmentos de ADN. Estas secciones son los «genes» a los que se refieren Dawkins y Williams. Otros críticos de la visión de la herencia «centrada en los genes» señalan a la herencia epigenética como un mecanismo importante de la evolución.
En la controversia sobre las interpretaciones de la evolución (las famosas «guerras de Darwin»), una facción se alinea a menudo con él y la rival lo hace con Stephen Jay Gould. Esto refleja la eminencia de ambos como difusores de puntos de vista enfrentados, más que porque alguno de ellos sea el paladín más sustancial y extremo de estas posiciones. En particular, Dawkins y Gould han sido destacados comentaristas de la controversia sobre la sociobiología y la psicología evolucionista, en la que Dawkins generalmente ha sido aprobatorio y Gould crítico.
Un ejemplo típico de la posición de Dawkins es su cáustica crítica (de 1985) del libro No está en los genes, de Rose, Kamin y Lewontin.
Dos pensadores considerados del mismo lado de Dawkins son el psicólogo evolutivo Steven Pinker y el filósofo Daniel Dennett, que han promovido la visión genocéntrica de la evolución y defendido el reduccionismo en la biología.

### Memética
Dawkins acuñó el término meme (análogo al de gen) para describir cómo se podrían extender los principios de Darwin para explicar la difusión de ideas y fenómenos culturales, lo que engendró la teoría de la memética. Aunque lanzó la idea original en El gen egoísta, Dawkins ha dejado que otros autores, como Susan Blackmore, la expandan.
La memética, la selección de genes y la sociobiología han sido criticadas por ser demasiado reduccionistas por pensadores tales como la filósofa Mary Midgley, con quien Dawkins ha debatido desde finales de los años setenta.
En un artículo de la revista Philosophy, Midgley afirmó que debatir con Dawkins sería tan innecesario como «romper una mariposa con una rueda» (aforismo equivalente al español «matar una mosca a cañonazos»). Dawkins replicó que esa afirmación sería «difícil de encajar en una revista respetable, por su prepotente condescendencia hacia un colega académico».
Aunque Dawkins acuñó el término independientemente, nunca ha afirmado que la idea de meme fuera nueva: ha habido términos similares para ideas similares en el pasado. John Laurent, en The Journal of Memetics, ha sugerido que el propio término «meme» puede ser derivado del trabajo del poco conocido biólogo alemán Richard Semon. En 1904, Semon publicó Die Mneme (que fue publicado en inglés como The Mneme en 1924). Su libro trataba de la transmisión cultural de las experiencias, algo que parece paralelo a las ideas de Dawkins. Laurent también encontró el uso del término «mneme» en The life of the white ant (1927), de Maurice Maeterlinck, y resaltó las similitudes con el concepto de Dawkins.

### Creacionismo

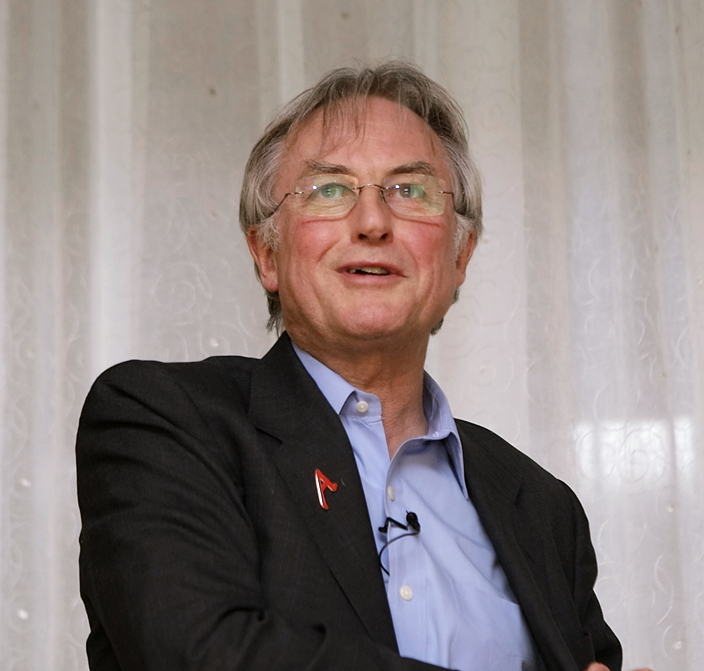
En la XXXIV Convención de Ateos Estadounidenses en marzo de 2008

Dawkins es un crítico muy conocido del creacionismo, al que describe como una «falsedad ridícula y estupidizadora».
Su libro El relojero ciego es una crítica al argumento del diseño, y sus otros libros de divulgación científica suelen tocar el tema. Por recomendación de su fallecido colega Stephen Jay Gould, Dawkins rechaza participar en debates con creacionistas, porque eso les daría el «oxígeno de la respetabilidad» que pretenden. Argumenta que, en su opinión, a los creacionistas «no les importa ser vencidos con un argumento. Lo que les importa es que les damos reconocimiento al molestarnos en argumentar con ellos en público».
Sin embargo, Dawkins tomó parte en el Huxley Memorial Debate de la Oxford Union en 1986, en el que junto a John Maynard Smith venció a sus adversarios creacionistas por 198 votos a 115.
En una entrevista con Bill Moyers en diciembre de 2004, Dawkins afirmó que «entre todas las cosas que conoce la ciencia, la evolución es tan cierta como cualquier cosa que sepamos». Cuando Moyers le preguntó después: «¿Es la evolución una teoría, no un hecho?», Dawkins contestó: «La evolución se ha observado. Es solo que no se ha observado mientras estaba ocurriendo».

### Religión
Dawkins es considerado ateo. Sin embargo, dice ser agnóstico «en la misma medida en que lo soy respecto de las hadas en el fondo del jardín». Es miembro honorario de la Sociedad Nacional Laica, vicepresidente de la British Humanist Association y «partidario distinguido» de la Sociedad Humanista de Escocia. En su ensayo «Los virus de la mente», sugirió que la teoría memética podría analizar y explicar el fenómeno de la creencia religiosa y algunas características comunes de las religiones organizadas, como la creencia en que a los impíos les espera un castigo. En 2003, la Atheist Alliance instituyó el Richard Dawkins Award en su honor. Dawkins es conocido por su desprecio al extremismo religioso, desde el terrorismo islamista al fundamentalismo cristiano, pero también ha discutido con creyentes liberales y científicos religiosos, incluyendo muchos que de otra manera se habrían acercado a él en su lucha contra el creacionismo, como el biólogo Kenneth Miller. 
Dawkins sigue siendo una figura prominente en el debate público contemporáneo sobre temas relacionados con la ciencia y la religión. Considera a la educación y la concienciación como herramientas primarias para oponerse al dogma religioso. Estas herramientas incluyen la lucha contra ciertos estereotipos, y también ha adoptado el término positivo «bright» como una manera de aportar connotaciones positivas a los partidarios de una visión del mundo naturalista.
Dawkins hace notar que las feministas han tenido éxito al hacernos sentir vergüenza cuando empleamos rutinariamente la palabra «él» en lugar de «ella»; de manera similar, sugiere, una frase como «niño católico» o «niño musulmán» debería verse como algo tan impropio como, por ejemplo, «niño marxista» o «niño republicano». Poco después de los atentados del 11 de septiembre de 2001, cuando le preguntaron en qué podría haber cambiado el mundo, Dawkins respondió:

Muchos de nosotros veíamos a la religión como una tontería inofensiva. Puede que las creencias carezcan de toda evidencia pero, pensábamos, si la gente necesitaba un consuelo en el que apoyarse, ¿dónde está el daño? El 11 de septiembre lo cambió todo. La fe revelada no es una tontería inofensiva, puede ser una tontería letalmente peligrosa. Peligrosa porque le da a la gente una confianza firme en su propia rectitud. Peligrosa porque les da el falso coraje de matarse a sí mismos, lo que automáticamente elimina las barreras normales para matar a otros. Peligrosa porque les inculca enemistad a otras personas etiquetadas únicamente por una diferencia en tradiciones heredadas. Y peligrosa porque todos hemos adquirido un extraño respeto que protege con exclusividad a la religión de la crítica normal. ¡Dejemos ya de ser tan condenadamente respetuosos!
Richard Dawkins

En enero de 2006, Dawkins presentó un documental de dos capítulos en Channel 4 titulado ¿La raíz de todo mal?, abordando lo que él ve como la influencia maligna de la religión organizada en la sociedad. Los críticos alegaron que el programa dedicaba demasiado tiempo a figuras marginales y extremistas, y que el estilo de confrontación de Dawkins no ayuda a su causa. Dawkins, sin embargo, rechazó estas afirmaciones, replicando que el número de retransmisiones religiosas moderadas en los medios diarios suponían un equilibrio adecuado para los extremistas. Sugirió, además, que alguien considerado «extremista» en un país religiosamente moderado bien podría ser considerado «convencional» en uno religiosamente conservador. Richard Dawkins también ha comenzado la Out Campaign.
Dawkins se ha opuesto con firmeza a la enseñanza del diseño inteligente en las clases de ciencia. Ha descrito al diseño inteligente como «no un argumento científico en absoluto, sino religioso» y es un duro crítico de la organización procreacionismo Truth in Science. Dawkins ha declarado que la publicación de su libro de septiembre de 2006, El espejismo de Dios, es «probablemente la culminación» de su campaña contra la religión. Dawkins fue un ponente especial en la conferencia de noviembre de 2006 Beyond Belief: Science, Religion, Reason and Survival.

Dawkins ha impulsado diversas iniciativas en favor del ateísmo, como la Out Campaign.

El teólogo de Oxford y doctor en biofísica Alister McGrath, promotor de la «teología científica» y autor de Dawkins' God: Genes, Memes, and the Meaning of Life (El Dios de Dawkins: genes, memes y el sentido de la vida) y The Dawkins Delusion?, ha acusado a Dawkins de ser un ignorante acerca de la teología cristiana, y de caracterizar falsamente a la gente religiosa en general. McGrath afirma que Dawkins se ha hecho famoso más por su retórica que por sus razonamientos, y que no existe una base clara para la hostilidad de Dawkins hacia la religión. En respuesta, Dawkins afirma que su posición es que la teología cristiana es vacua, y que la única área de la teología que podría llamar su atención sería la afirmación de poder demostrar la existencia de Dios. Dawkins critica a McGrath por no aportar ningún argumento para apoyar sus creencias, aparte del hecho de que no se pueden falsar. Dawkins tuvo un extenso debate con McGrath en el Festival Literario de 2007 del periódico Sunday Times. En 2016, McGrath cuestionó nuevamente a Dawkins al señalar: «Esa idea sorprendente de Richard Dawkins de que la creencia religiosa es una “especie de enfermedad mental” es una indicación de su propio prejuicio, en lugar de un análisis fiable de las creencias. Por suerte, el nuevo ateísmo está ahora cayendo en desgracia, y formas más inteligentes y reflexivas de ateísmo están emergiendo. Muchos científicos creen que Dawkins ha manchado la ciencia por usarla como arma en su cruzada antirreligiosa. La ciencia no es religiosa o antirreligiosa: es ciencia. Se puede hacer compatible con el ateísmo, igual que con el cristianismo».
Otro filósofo cristiano, Keith Ward, explora temas similares en su libro Is Religion Dangerous?, argumentando en contra de la opinión de Dawkins y otros de que la religión es socialmente peligrosa. También se han realizado críticas a El espejismo de Dios por parte de filósofos profesionales como el profesor John Cottingham, de la Universidad de Reading.
Otros, como Margaret Somerville, han sugerido que Dawkins «exagera su caso contra la religión», y afirma que los conflictos globales continuarían sin religión por factores como la presión económica o la disputa de tierras. Sin embargo, los defensores de Dawkins afirman que los críticos no entienden el argumento de Dawkins. Durante un debate en Radio 3 Hong Kong, David Nicholls, presidente de la Atheist Foundation of Australia, afirmó que Dawkins no dice que la religión es la fuente de todo el mal del mundo. Es, en cambio, una «parte innecesaria de lo malo».
El propio Dawkins ha dicho que sus objeciones a la religión no son solo que causa guerras y violencia, sino que también da a la gente una excusa para mantener creencias que no están basadas en la evidencia.
Además, ha afirmado que aunque la religión no sea la causa principal de muchas guerras, los asesinatos y los ataques terroristas,

[la religión] es la principal etiqueta, y la más peligrosa, por la que puede identificarse un «ellos» en oposición a un «nosotros». Ni siquiera estoy afirmando que la religión sea la única etiqueta por la que identificamos a las víctimas de nuestro prejuicio. También están el color de la piel, el lenguaje y la clase social. Pero, a menudo, como en Irlanda del Norte, estas etiquetas no se aplican, y la religión es la única etiqueta divisoria que hay.
Richard Dawkins

Dawkins piensa que «la existencia de Dios es una hipótesis científica como cualquier otra». No está de acuerdo con la idea de Stephen Jay Gould de los «magisterios no superpuestos» (NOMA) y con ideas similares propuestas por Martin Rees relativas a la coexistencia sin conflictos entre la ciencia y la religión, calificando a la primera de «positivamente supina» y «un ardid puramente político para ganarse a la gente religiosa […] al bando de la ciencia». Con respecto a la afirmación de Rees en Our cosmic habitat de que «tales cuestiones están fuera del alcance de la ciencia, sin embargo, están en el dominio de los filósofos y los teólogos», Dawkins replica: «¿Qué capacidad pueden ofrecer los teólogos a las cuestiones cosmológicas profundas que no pueda la ciencia?». Rees ha sugerido que el ataque de Dawkins, incluso a la religión convencional, no sirve de ayuda, y Robert Winston ha dicho que Dawkins «trae el oprobio sobre la ciencia».
Los críticos de Dawkins, también científicos y filósofos no creyentes, le reprochan sobre todo que alguien que quiere atacar a la teología, debería hacer el esfuerzo de saber algo de ella, pero que no sería este el caso de Dawkins. Entre sus críticos se cuentan el filósofo político John N. Gray, el genetista protestante Francis Collins, uno de los encargados de llevar adelante el Proyecto Genoma Humano, y el nobel de Física británico Peter Higgs. Este último calificó de «fundamentalista» la postura adoptada por Dawkins en su trato a los creyentes religiosos, manifestó estar de acuerdo con aquellos que encuentran «vergonzoso» el enfoque de Dawkins y señaló que, sin ser creyente, piensa que la ciencia y la religión no son incompatibles y que muchos científicos en su campo son creyentes.
H. Allen Orr, biólogo evolucionista, afirma que, si hay que condenar los pecados cometidos en nombre de la religión, el ateísmo debe ser juzgado con los mismos estándares. «A Dawkins le resulta difícil explicar un doble hecho: que el siglo XX fue un experimento de secularismo, y que el resultado fue un mal secular, un mal mucho más espectacular y violento que cualquiera anterior». Ante este tipo de argumentos, Dawkins ha contestado primero que Hitler nunca abandonó el catolicismo (ver: Opiniones religiosas de Adolf Hitler) y que Stalin, aunque era ateo, no cometió sus atrocidades en nombre del ateísmo, de la misma manera que «Hitler y Stalin tenían bigote, pero no decimos que fueron sus bigotes los que les hicieron malvados».
De los «buenos científicos que son religiosos sinceramente», Dawkins nombra a Arthur Peacocke, Russell Stannard, John Polkinghorne y Francis Collins, pero dice que «sigo desconcertado […] por su creencia en los detalles de la religión cristiana».
El 23 de febrero de 2012, Richard Dawkins debatió con Rowan Williams, el arzobispo de Canterbury y cabeza de la Iglesia de Inglaterra y la Comunión Anglicana, en el Teatro Sheldonian de la Universidad de Oxford (ambos personajes tienen historia en esa universidad), bajo la moderación del filósofo sir Anthony Kenny. El encuentro fue tan esperado que se llenaron otros dos teatros, los cuales transmitieron el debate por medio de pantallas.
En este debate, el científico se declara agnóstico (dice que son los demás los que le declaran como ateo), y hace una aclaratoria con respecto al agnosticismo, diciendo que las probabilidades de 50/50 de que exista o no exista un Dios vienen de no saber si existe o no existe ese Dios, valga la redundancia, y en ese sentido él no es un agnóstico como tal, ya que cuando se hace un estudio más complejo de probabilidades, hay una probabilidad muy, pero muy baja, de que exista un Creador. Sin embargo, eso no significa que esté seguro de que no haya un Ser Supremo.[cita requerida]
También ha debatido, en varias ocasiones, con el Profesor de Matemáticas de Oxford y filósofo de la ciencia John Lennox.

### Otras áreas

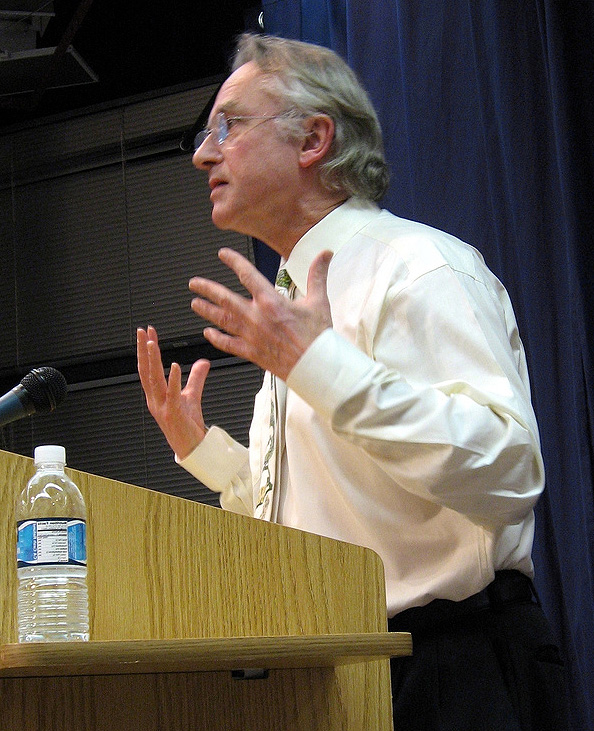
Richard Dawkins, hablando en la librería Kepler's Books, Menlo Park, California, el 29 de octubre de 2006

En su papel de profesor de difusión de la ciencia, Dawkins ha sido un duro crítico de la pseudociencia y la medicina alternativa. Su popular libro Destejiendo el arco iris aborda la afirmación de John Keats —que al explicar el arco iris, Isaac Newton había reducido su belleza— y le da la vuelta. El espacio profundo, los miles de millones de años de evolución de la vida y los trabajos microscópicos de la biología y la herencia, asegura Dawkins, contienen más belleza y maravilla que los mitos y la pseudociencia. Dawkins escribió el prefacio del libro póstumo de John Diamond, Snake Oil, un libro dedicado a desenmascarar la medicina alternativa, en el que afirmaba que la medicina alternativa es dañina, aunque solo sea porque distrae a los pacientes de los tratamientos convencionales más exitosos, y porque le da a la gente falsas esperanzas.
Dawkins afirma que «No hay medicina alternativa. Solo hay medicina que funciona y medicina que no funciona».
Dawkins ha expresado una preocupación maltusiana por el crecimiento exponencial de la población humana y el problema de la superpoblación.
En El gen egoísta Dawkins introdujo brevemente el concepto de crecimiento exponencial de la población, con el ejemplo de América Latina que, en el momento en que escribió el libro, tenía una población que se doblaba cada cuarenta años. Las soluciones propuestas por Dawkins pueden describirse típicamente como humanistas, y se muestra crítico con las actitudes católicas con respecto a la planificación familiar y el control de la población, afirmando que los líderes que prohíben la anticoncepción y «expresan una preferencia por los métodos “naturales” de limitación de la población» acabarán propiciando un método de limitación demográfica igualmente “natural”: las hambrunas que seguirían a la superpoblación».
Como defensor del Proyecto Gran Simio —un movimiento para extender los derechos humanos a todos los grandes simios—, Dawkins contribuyó con un artículo al libro Great Ape Project titulado «Gaps in the Mind», en el que critica las actitudes morales de la sociedad contemporánea por basarse en una «imperativa discontinua y especista».

Los políticamente liberales, que normalmente son los voceros más convencidos de la ética de la especie, manifiestan ahora el mayor de los desprecios por aquellos que han ampliado, en mayor medida, las miras de su altruismo y han incluido a otras especies. Si yo expreso que estoy más interesado en impedir el exterminio de las grandes ballenas que en mejorar las condiciones de habitabilidad de las viviendas, es muy posible que escandalice a alguno de mis amigos.
Richard Dawkins

En el documental Los enemigos de la razón, Dawkins señala que Wikipedia representa «una gran oportunidad y un gran peligro», criticando también «las mentiras que circulan como verdades en blogs racistas y fundamentalistas religiosos».
Dawkins comenta regularmente en periódicos y weblogs sobre asuntos políticos contemporáneos; las opiniones que ha expresado incluyen una oposición a la invasión de Irak de 2003, al programa británico de misiles submarinos nucleares Trident y al presidente de Estados Unidos George W. Bush. Varios de estos artículos están incluidos en El capellán del diablo, una antología de artículos sobre ciencia, religión y política.

## Premios y reconocimientos
Dawkins posee doctorados honorarios en ciencia por las universidades de Westminster, Durham, Hull y la Universidad de Valencia (2009), y es doctor honorífico de la Open University. También posee doctorados honorarios en letras por las universidades de Saint Andrews y la Nacional Australiana, y fue elegido Miembro de la Real Sociedad Literaria en 1997 y de la Royal Society en 2001. Es vicepresidente de la Asociación Humanista Británica y presidente de honor de la Sociedad Filosófica Universitaria del Trinity College.
Entre otros premios también ha ganado el Royal Society Literature Award (1987), el Literary Prize de Los Angeles Times (1987), la Medalla de Plata de la Sociedad Zoológica de Londres (1989), el Premio Michael Faraday (1990), el Premio Nakayama (1994), el Premio Humanista del Año (1996), el quinto Premio International Cosmos (1997), el Premio Kistler (2001), la Medalla de la Presidencia de la República Italiana (2001) y la Medalla Kelvin Bicentenaria (2002). En 2005, la organización Alfred Toepfer Stiftung de Hamburgo le concedió el Premio Shakespeare en reconocimiento a su «presentación concisa y accesible del conocimiento científico». En 2007, Dawkins fue «autor del año» en los premios British Book.
Dawkins encabezó la lista de 2004 de los 100 mejores intelectuales británicos de la revista Prospect, por decisión de los lectores, recibiendo el doble de votos que el siguiente clasificado.
En 1995, Dawkins fue invitado al Desert Island Discs, un programa de música de BBC Radio 4
La Alianza Atea Internacional otorga desde el 2003 el Premio Richard Dawkins, en honor a su labor. Además, en 2007 fue elegido por la revista Time como una de las cien personas más influyentes del mundo y en 2013 fue elegido como el intelectual más importante del mundo por la encuesta mundial de pensadores de la revista Prospect.

### Acusaciones de transfobia
La Asociación Humanista Americana (AHA) le retiró el galardón de «Humanista del año», que le fue otorgado en 1996, por acumular «en los últimos años un historial de realizar declaraciones que utilizan el disfraz del discurso científico para degradar a los grupos marginados, un enfoque antitético a los valores humanistas», debido a las publicaciones realizadas por Dawkins en Twitter. En 2015, tuiteó sobre Rachel Dolezal, una activista estadounidense conocida por presentarse como una mujer negra a pesar de ser blanca, presidenta de la Asociación Nacional para el Avance de las Personas de Color (NAACP): «Rachel Dolezal fue vilipendiada por identificarse como negra. Algunos hombres eligen identificarse como mujeres y algunas mujeres eligen identificarse como hombres. Serás vilipendiado si niegas que son literalmente aquello con lo que se identifican». Dawkins había criticado el bullying que se le hace a JK Rowling y a Kathleen Stock «por defender los derechos de las mujeres». También afirmó que es un pretexto falso fingir que la biología no existe, particularmente cuando se trata del sexo de alguien.«Como biólogo, opino que hay dos sexos y punto», dijo. Por estas afirmaciones fue acusado de transfóbico.

## Libros

### Como autor
- 1976: El gen egoísta
  - The selfish gene.
- 1982: El fenotipo extendido: el gen como la unidad de selección
  - The extended phenotype: The Gene as the Unit of Selection
- 1986: El relojero ciego: por qué la evolución de la vida no necesita ningún creador
  - The blind watchmaker: Why the Evidence of Evolution Reveals a Universe without Design
- 1995: El río del Edén: un punto de vista darwiniano sobre la vida
  - River out of Eden: A Darwinian View of Life
- 1996: Escalando el monte improbable
  - Climbing mount improbable
- 1998: Destejiendo el arco iris
  - Unweaving the rainbow
- 2003: El capellán del diablo
  - A devil's chaplain
- 2004: El cuento del antepasado: un viaje a los albores de la evolución
  - The ancestor's tale: a pilgrimage to the dawn of evolution
- 2006: El espejismo de Dios
  - The God delusion.
- 2009: Evolución: el mayor espectáculo sobre la Tierra
  - The greatest show on Earth: the evidence for evolution.
- 2011: La magia de la realidad: ¿cómo sabemos lo que es realmente verdad?
  - The magic of reality: how we know what's really true.
- 2013: Una curiosidad insaciable: los años de formación de un científico
  - An Appetite for Wonder: The Making of a Scientist.
- 2015: Una luz fugaz en la oscuridad: recuerdos de una vida dedicada a la ciencia
  - Brief Candle in the Dark: My Life in Science.
- 2017: La ciencia en el alma: textos escogidos de un racionalista apasionado
  - Science in the Soul: Selected Writings of a Passionate Rationalist.
- 2019: Outgrowing God: A Beginner's Guide
- 2021: La fantasía de volar: La apasionante e ingeniosa victoria contra la gravedad
  - Flights of fancy: Defying gravity by design & evolution

### Como editor
- 2008: The Oxford Book of Modern Science Writing

### Libros sobre Dawkins
Véase también: Respuestas a The God delusion.
- Sterelny, Kim: Dawkins vs. Gould: survival of the fittest. 2001. ISBN 1-84046-780-0; ISBN 978-1-84046-780-2.[102][103]
- McGrath, Alister: Dawkins' God: genes, memes, and the meaning of life, 2005.[104][105]
- Grafen, Alan; y Ridley, Mark: Richard Dawkins: how a scientist changed the way we think: reflections by scientists, writers, and philosophers, 2006.[106][107]
- Stove, David; y Kimball, Roger: Darwinian Fairytales: Selfish Genes, Errors of Heredity and Other Fables of Evolution, 2006. ISBN 1-59403-140-1[108]
- Jones, Kathleen: Challenging Richard Dawkins, 2007. ISBN 1-85311-841-9.
- Haught, John F.: God and the new atheism: a critical response to Dawkins, Harris, and Hitchens, 2008. ISBN 0-664-23304-X.
- Vox Day: The irrational atheist: dissecting the unholy trinity of Dawkins, Harris, and Hitchens, 2008. ISBN 1-933771-36-4.
- Elsdon-Bake, Fern: The selfish genius, 2009.
- Hahn, Scott; y Wiker, Benjamin: Answering the New Atheism. Dismantling Dawkins' Case Against God, 2008. Steubenville, Ohio: Emmaus Road Publishing. ISBN 978-1-931018-48-7.
 Versión en español: Dawkins en observación. Una crítica al nuevo ateísmo, 2011. Madrid: Rialp. ISBN 978-84-321-3837-9.[109]

## Aparición en otros medios
- Expelled: No Intelligence Allowed (2008).
- Doctor Who: "The Stolen Earth" (2008).
- The Simpsons: "Black Eyed, Please" (2013).[110]
- Narrador en el álbum Endless Forms Most Beautiful (2015) de la banda de metal sinfónico Nightwish.[111]
- Aparece en algunos de los vídeos musicales que componen la obra Symphony of Science de John Boswell: «Our place in the Cosmos»,[112] «The Poetry of Reality (An Anthem for Science)»,[113] «A wave of Reason»,[114] «The Big Begining»[115] y «The Greatest Show on Earth».[116]

## Documentales
- 1987: Nice guys finish first.
- 1987: The blind watchmaker, El relojero ciego
- 1991: Growing up in the universe.
- 1996: Break the science barrier.
- 2006: The root of all evil? (La raíz de todos los males).
- 2007: The enemies of reason (Los enemigos de la razón).
- 2008: The genius of Charles Darwin (El genio de Darwin)
- 2010: Faith school menace
- 2012: Sex, Death and the Meaning of Life
- 2013: The Unbelievers